# Didier Van Keymeulen
Didier Van Keymeulen (Gent, 20 maggio 1983) è un pilota motociclistico belga ritiratosi dall'attività agonistica, vincitore della Superstock 1000 FIM Cup nel 2005.

## Carriera

### Europeo Superstock
Nel 2000 ha esordito nel campionato europeo Superstock con una Yamaha R1 del team BKM Racing, chiudendo la stagione al ventinovesimo posto in classifica piloti con quattro punti all'attivo, tutti ottenuti nel Gran Premio di San Marino sul circuito di Misano Adriatico. Nel 2001 inizia la stagione con lo stesso team dell'anno precedente ma a bordo di una Honda CBR 900 per poi passare, a stagione in corso, al team I-CSAT a bordo di una Suzuki GSX 1000R. Chiude la stagione al ventitreesimo posto con undici punti conquistati. Nel 2002 inizia la terza stagione consecutiva nel campionato europeo Superstock, con lo stesso team e la stessa moto di fine 2001. In questa annata Van Keymeulen va a punti in tutte le nove gare in calendario, con due settimi posti come miglior risultato in gara. Chiude la stagione al nono posto con 49 punti all'attivo.
Nel 2003 Van Keymeulen si trasferisce nel campionato mondiale Supersport in sella ad una Kawasaki ZX-6R gestita dal team Saveko Racing. Non ottiene punti validi per la classifica mondiale.

### Il titolo nella FIM Cup
Nel 2004 torna nel campionato europeo Superstock, alla giuda di una Yamaha YZF-R1 del team Yamaha Motor Germany, il compagno di squadra è Kenan Sofuoğlu. In questa stagione chiude al quarto posto con novanta punti all'attivo. Fa segnare la prima pole position della sua carriera in questo campionato in occasione del Gran Premio di Gran Bretagna a Silverstone. Ottiene infine tre piazzamenti a podio e due giri veloci. Nel 2005 rimane nella Superstock 1000 FIM Cup, che da questa stagione diventa campionato mondiale, con lo stesso team e lo stesso compagno di squadra della stagione precedente. Al termine della stagione si laurea campione di categoria, sopravanzando di sei punti proprio il compagno di squadra Kenan Sofuoğlu. In questa annata, come già nel 2002, il pilota belga porta a termine tutte le gare in calendario, totalizzando 163 punti.

### Le annate dopo il titolo
Nel 2006 Van Keymeulen si trasferisce nuovamente nel campionato mondiale Supersport, in sella ad una Yamaha YZF-R6 gestita dal team Bikeways Yamaha Moto 1, col quale disputa le prime due gare del campionato, raccogliendo i primi punti in questo campionato. In questa stagione partecipa, in qualità di wild card, al Gran Premio di Germania al Lausitzring in sella ad una Yamaha YZF-R1 del team MGM TTSL Racing, giungendo ventunesimo in entrambe le gare. Termina la stagione partecipando all'ultima gara del mondiale Supersport, in Francia a Magny-Cours, con una Yamaha YZF-R6 del team SLM Racing. Chiude la gara con un ritiro.
Nel 2007 Van Keymeulen torna nuovamente nella Superstock 1000 FIM Cup, alla guida di una Yamaha YZF-R1 del team MGM TTSL Racing, giunge ottavo in campionato con 83 punti. Ottiene una vittoria nel Gran Premio di Germania sul circuito di Lausitzring ed altri due piazzamenti a podio. Nel 2008 si trasferisce nuovamente nel campionato mondiale Supersport, in sella ad una Suzuki GSX R600 gestita dal team RES Software Hoegee Suzuki, col quale disputa la stagione completa, andando a punti in sei differenti occasioni. Chiude la sua ultima stagione mondiale al quindicesimo posto in classifica piloti con trentanove punti all'attivo.

### Campionati nazionali e gare di durata
Lasciato il palcoscenico mondiale, dal 2009 al 2011 gareggia nel campionato tedesco Superbike. Dal 2014, per qualche annata fino al ritiro, gareggia invece nel mondiale Endurance.

## Risultati in gara

### Campionato mondiale Supersport
| 2003 | Moto     |    |    |     |    |     |    |    |  |    |    |    |  |  | Punti | Pos. |
| ---- | -------- | -- | -- | --- | -- | --- | -- | -- |  | -- | -- | -- |  |  | ----- | ---- |
| 2003 | Kawasaki | 20 | 20 | Rit | 20 | Rit | 18 | 18 |  | 19 | 16 | 18 |  |  | 0     |      |

| 2006 | Moto   |    |    |  |  |  |  |  |  |  |  |  |     |  | Punti | Pos. |
| ---- | ------ | -- | -- |  |  |  |  |  |  |  |  |  | --- |  | ----- | ---- |
| 2006 | Yamaha | 16 | 14 |  |  |  |  |  |  |  |  |  | Rit |  | 2     | 40º  |

| 2008 | Moto   |    |    |    |     |    |   |    |    |     |   |   |   |    | Punti | Pos. |
| ---- | ------ | -- | -- | -- | --- | -- | - | -- | -- | --- | - | - | - | -- | ----- | ---- |
| 2008 | Suzuki | 16 | NP | 20 | Rit | 17 | 7 | 18 | 14 | Rit | 8 | 8 | 5 | 15 | 39    | 15º  |

| Legenda | 1º posto        | 2º posto            | 3º posto           | A punti      | Senza punti        | Grassetto – Pole position Corsivo – Giro più veloce |
| Legenda | Gara non valida | Non qual./Non part. | Ritirato/Non class | Squalificato | '-' Dato non disp. | Grassetto – Pole position Corsivo – Giro più veloce |

### Campionato mondiale Superbike
| 2006 | Moto   |  |  |  |  |  |  |  |  |  |  |  |  |  |  |  |  |  |  |    |    |  |  |  |  |  |  | Punti | Pos. |
| ---- | ------ |  |  |  |  |  |  |  |  |  |  |  |  |  |  |  |  |  |  | -- | -- |  |  |  |  |  |  | ----- | ---- |
| 2006 | Yamaha |  |  |  |  |  |  |  |  |  |  |  |  |  |  |  |  |  |  | 21 | 21 |  |  |  |  |  |  | 0     |      |

| Legenda | 1º posto        | 2º posto            | 3º posto           | A punti      | Senza punti        | Grassetto – Pole position Corsivo – Giro più veloce |
| Legenda | Gara non valida | Non qual./Non part. | Ritirato/Non class | Squalificato | '-' Dato non disp. | Grassetto – Pole position Corsivo – Giro più veloce |